# Künstlermuseum Heikendorf

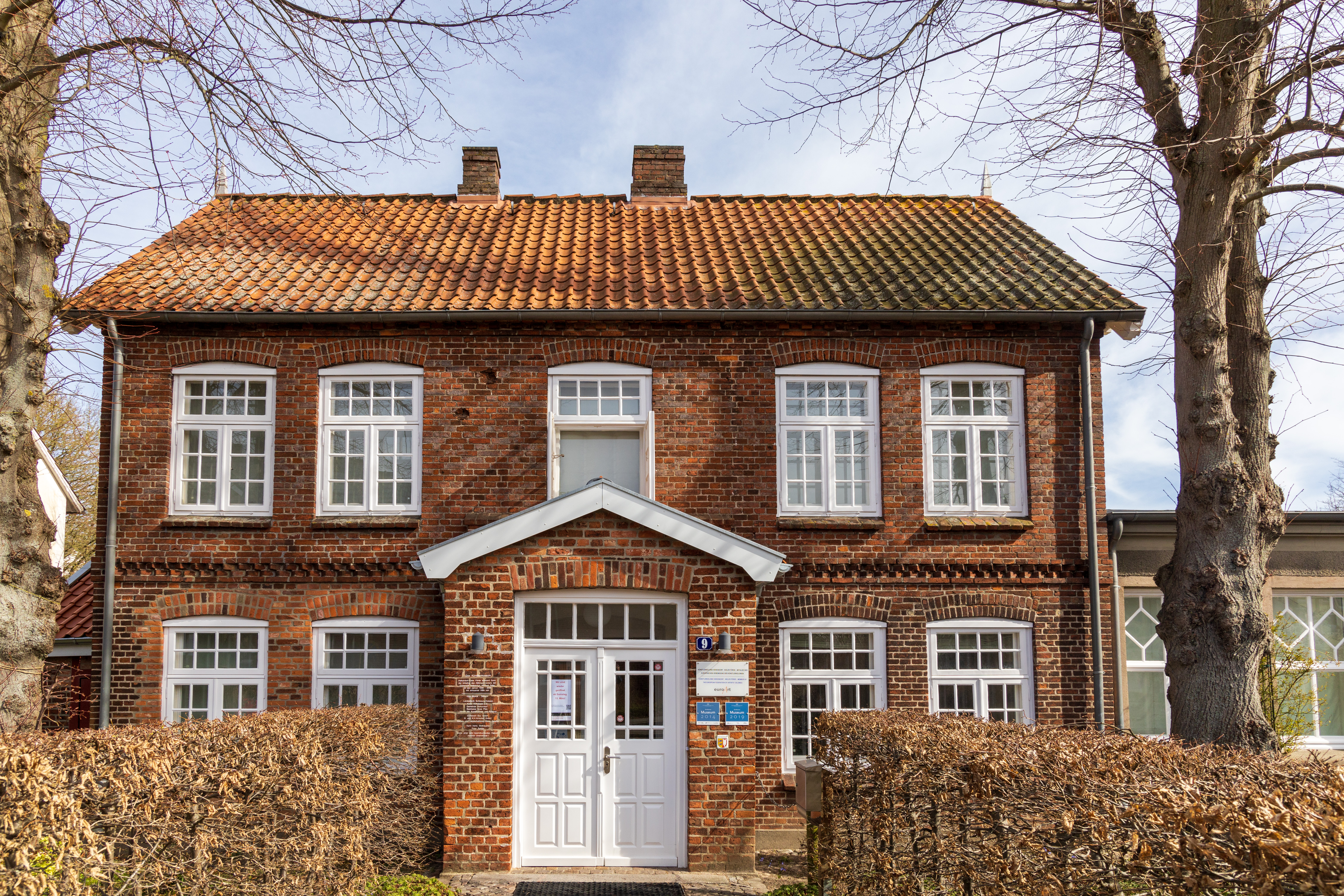
Künstlermuseum Heikendorf – Außenansicht

Das Künstlermuseum Heikendorf – Kieler Förde ist ein Kunstmuseum in Trägerschaft der Heinrich-Blunck-Stiftung. Das Museum besteht seit September 2000 im ehemaligen Wohn- und Atelierhaus des Malers und Lithografen Heinrich Blunck in Heikendorf. 

## Beschreibung
Aufgabe des Museums ist es, die Werke von Mitgliedern der Künstlerkolonie Heikendorf sowie anderer Maler, die in der Region tätig waren, zu sammeln und der Allgemeinheit zugänglich zu machen.
Im Sammlungsbestand des Museums befinden sich unter anderem Werke von Heinrich Blunck, Rudolf Behrend, Georg Burmester, Oscar Droege, Karin Hertz, Werner Lange und Fritz Stoltenberg.
Für Wechselausstellungen zeitgenössischer Künstler wird die neu errichtete Ausstellungshalle genutzt.

## Atelierhaus Blunck
Das Wohn- und Atelierhaus ist ein zweigeschossiger Ziegelbau aus der Mitte des 19. Jahrhunderts, der baulich saniert und in seiner historischen Substanz erhalten wurde. Es beherbergt im einstigen Ateliergebäude die ständige Galerie, in der das Schaffen von Vertretern des Spätimpressionismus bis hin zum ausklingenden Expressionismus der Nachkriegsjahre gezeigt wird. Im Erdgeschoss des Hauses befindet sich eine Lithographie-Werkstatt. Dort wird auf der rund 100 Jahre alten Steindruckpresse Heinrich Bluncks zu bestimmten Terminen wieder gedruckt.

## Museumsgarten
Der ehemalige Blumen-, Obst- und Gemüsegarten der Familie Blunck ist erhalten und wurde in den Jahren 1999/2000 als Museumsgarten neu konzipiert und umgestaltet. Er ist den Besuchern frei zugänglich. Im Garten stehen einige Bronzeskulpturen und Reliefs von Karin Hertz. Seit dem Jahr 2006 zählt der Museumsgarten mit zu den „schönsten Gärten Schleswig-Holsteins“.